# 大島 (備中国浅口郡)
大島（おおしま）は、かつて備中国浅口郡にあったとされる島である。

## 概要
大島は、地理的要件から現在の笠岡市大島、里庄町浜中・新庄、浅口市の概ね里見川以南・寄島、倉敷市玉島黒崎（いずれも旧浅口郡内）の範囲であろうと推定されている。
備中国西南部の郡制では、高梁川以西の山陽道筋を、畿内側から下道郡、小田郡、後月郡と分け、山筋を南側に越えた沿岸部を浅口郡としている。備中東部の沖には備前児島が横たわっているため、浅口郡が備中の瀬戸内への出入口と言えた。そして現在の倉敷市玉島地区から笠岡に沿った国道2号、JR山陽本線が通る付近は、古代には海（水道）であり、14世紀頃まではかなりの大型船舶の航行が可能であった。
途中には難破した船に由来するとされる「唐船」（倉敷市玉島阿賀崎）、さらに大量に漂着した木綿から木綿崎（ゆうざき：現在は後背の山を木綿崎山という）と呼ばれるようになったとされる地名がある。
このように古代の沿岸航路としては、備前の吉備の穴海から児島の北側を藤戸で抜けて備中に入り、浅口の甕の泊から大島の北側を通り備後へ向かうのが一般的であった。（神功皇后の三韓征伐では、大島の沖を通っており、これが寄島（三ツ山）の由来となっている。）
おそらく海で隔たられた島全体を、「大島」と呼んだと思われる。

## 変遷
大島には古代、島全体を範囲とする大島郷と呼ばれる郷が一つあったとする説と、大島島内に複数の郷があったとする説がある。後者では西部を範囲とする大島郷、中部（六条院付近）を範囲とする川村郷、東部（黒崎・大谷付近）を範囲とする間人郷があったとされる。郷については比定地の断定が難しいため、他にも様々な説がある。
時代を経るにつれて、大化の改新以来の公地公民の制度が崩れ、皇室や貴族を初め、有力寺社の土地私有化が進み荘園が拡大した。この地も例にもれず、かつての島域の中央部の字として、「六条院」の呼称がある。これは備中にも広く荘園を領していた平氏・平清盛の父である忠盛が、白河法皇ゆかりの京都の六条院に寄進したことが由来の地名とされる。
同地の寺院「明王院」には安徳天皇の御在所「穴泉の御所」の伝承が残り、かつての賑わいは想像に難くない。また鴨方駅の所在地（事情はやや複雑なのだが）は「六条院中」である。 鎌倉時代以降には、地頭による荘園管理支配が加わり、その領有権がさらに複雑になった。先の「六条院」に隣接するように「地頭上」、「地頭下」の地名も存在する。
当時の島域の瀬戸内側は、比較的急峻な斜面となっている場所が多いが、本州側の斜面はややなだらかな印象であり、また新しく陸地となった部分の水田化も進むと、いっそう耕地面積に差が生じたものと思われる。すなわち開発が進み中央との結びつきが強まった北部と、往来の途絶えがちな南西部の大島庄（東大島、大島中、西大島）に分離固定化されたものと思われる。

## 大島を詠んだ歌
寄島町文化財保護委員会によると、『大嘗会和歌集』にある、『大島の松吹かせに聞こゆなる道ある時の萩のはつかせ』（後嵯峨院仁治3年(1242年)）などがその景色を詠んだものであるとされる。　　
延慶3年(1310年)、太宰大弐として赴任する藤原高遠が、この地を詠んだ『海のます浦々ごとに漕ぎすぎてかけてぞ祈る木綿崎の松』（『夫木抄』巻26）という歌が伝えられている。

## 補足
備中国内には大島と呼ばれる島が他にもあった。浅口郡の大島の他に以下のものがある。
- 小田郡 - 現在の笠岡市笠岡諸島内の無人島。
- 窪屋郡 - 現在の倉敷市大島。中世から近世にかけての干拓により陸続きになる。